# Blond Ambition World Tour
The Blond Ambition World Tour je treća koncertna turneja američke pjevačice Madonne u svrhu promocije četvrtog studijskog albuma Like a Prayer i soundtracka I'm Breathless. Turneja je obišla Japan, Sjevernu Ameriku i Europu. Ovo jebila izrazito kontroverzna turneja s izrazitim naglaskom na katolicizam i seksualnost. Rolling Stone časopis je napisao da je ovo "koreografski razrađena, seksualno provokativna ekstravagantna turneja" i proglasili su je najboljom turnejom 1990. godine. Sljedeće godine je Madonna izdala dokumentarni filmTruth or Dare koji prati cijelu turneju. Turneja je dobila i nagradu Pollstar Concert Industry za najkreativniju pozornicu.

## O turneji
Izvorno nazvana "Like A Prayer World Tour", Sire Records je najavio turneju u studenome 1989. sljedeći uspjeh Madonninog četvrtog studijskog albuma Like a Prayer i Madonninog nastupa 1989. na dodjeli MTV-jevih nagrada s pjesmom "Express Yourself". Prvotno je turneja bila zakazana samo za Japan i Sjevernu Ameriku zbog Madonninih obaveza u nekim filmovima. U travnju 1990. su zakazani i europski datumi.
Središnja tema koncerta su bili seksualnost i katolicizam, kombinacija koja je izazvala burne reakcije. Papa je pozivao na bojkot koncerata u Rimu, te je jedan od tri koncerta bio otkazan. Šou je stekao kultni status, a Madonnine ekstenzije su postale kulturne ikone.
Madonna je za koncert govorila da je "glazbeno kazalište", a koreograf Vincent Patterson je rekao da je Madonna ovime željela "razbiti sva pravila ... željela nešto reći o seksualnosti, crkvi... Ali ono na čemu smo najviše ustrajali je da promjenimo dosadašnje forme koncerata. Umjesto da samo prezentiramo pjesme, željeli smo to kombinirati s modom, Broadwayem i umjetnošću."
Kako je šou imao neke prenaglašene dijelove koji su izazivali kontroverze, to je ponekad izazivalo probleme. Tako je u Torontu intervenirala policija zbog izvedbe "Like a Virgin" gdje simulira masturbaciju. Policija je naložila izmjenu tog dijela, ali Madonna je odbila. Iako su joj prijetili uhićenjem, to se nije dogodilo.
Na ovoj turneji kao predgrupa pojavljuje se belgijski hip-house studijski sastav Technotronic koji 1989. odnosno 1990. godine debitiraju sa skladbama Pump up the jam i Get up (before the night is over).
Francuski modni dizajner Jean-Paul Gaultier je kreirao kostime za turneju. Neki kostimi su kreirani od strane Marlene Stewart koja je s njom radila na prošloj turneji.
Redatelj Alek Keshishain je snimio više od 250 sati filma o Madonninoj turneji. Kasnije je od toga nastao dokumentarni film Truth or Dare.
Zbog problema s grlom, šest koncerata je bilo otkazano. Tako se broj od predviđenih 63 koncerta smanjio na 57. Time je bio vraćen novac za približno 125.000 karata.

## Popis pjesama
1. "Express Yourself" ((s elementima  "Everybody")
2. "Open Your Heart"
3. "Causing a Commotion"
4. "Where's The Party"
5. "Like a Virgin"
6. "Like a Prayer" ((s elementima "Act of Contrition")
7. Zajedno:
  1. "Live to Tell"
  2. "Oh Father"
8. "Papa Don't Preach"
9. "Sooner or Later"
10. "Hanky Panky"
11. "Now I'm Following You"
12. "Material Girl"
13. "Cherish"
14. "Into the Groove" (s elementima "Ain't Nobody Better")
15. "Vogue"
16. "Holiday" (s elementima "Do the Bus Stop")
17. "Keep It Together"(s elementima "Family Affair")

## Datumi koncerata
| Datum             | Grad            | Država        | Mjesto                            |
| ----------------- | --------------- | ------------- | --------------------------------- |
| Azija             |                 |               |                                   |
| 13. travnja 1990. | Tokio           | Japan         | Chiba Marine Stadium              |
| 14. travnja 1990. | Tokio           | Japan         | Chiba Marine Stadium              |
| 15. travnja 1990. | Tokio           | Japan         | Chiba Marine Stadium              |
| 20. travnja 1990. | Osaka           | Japan         | Hankyu Nishinomiya Stadium        |
| 21. travnja 1990. | Osaka           | Japan         | Hankyu Nishinomiya Stadium        |
| 22. travnja 1990. | Osaka           | Japan         | Hankyu Nishinomiya Stadium        |
| 25. travnja 1990. | Yokohama        | Japan         | Yokohama Stadium                  |
| 26. travnja 1990. | Yokohama        | Japan         | Yokohama Stadium                  |
| 27. travnja 1990. | Yokohama        | Japan         | Yokohama Stadium                  |
| Sjeverna Amerika  |                 |               |                                   |
| 4. svibnja 1990.  | Houston         | Teksas        | Lakewood Church Central Campus    |
| 5. svibnja 1990.  | Houston         | Teksas        | Lakewood Church Central Campus    |
| 7. svibnja 1990.  | Dallas          | Teksas        | Reunion Arena                     |
| 8. svibnja 1990.  | Dallas          | Teksas        | Reunion Arena                     |
| 11. svibnja 1990. | Los Angeles     | Kalifornija   | Los Angeles Sports Arena          |
| 12. svibnja 1990. | Los Angeles     | Kalifornija   | Los Angeles Sports Arena          |
| 13. svibnja 1990. | Los Angeles     | Kalifornija   | Los Angeles Sports Arena          |
| 15. svibnja 1990. | Los Angeles     | Kalifornija   | Los Angeles Sports Arena          |
| 16. svibnja 1990. | Los Angeles     | Kalifornija   | Los Angeles Sports Arena          |
| 18. svibnja 1990. | Oakland         | Kalifornija   | Oracle Arena                      |
| 19. svibnja 1990. | Oakland         | Kalifornija   | Oracle Arena                      |
| 20. svibnja 1990. | Oakland         | Kalifornija   | Oracle Arena                      |
| 23. svibnja 1990. | Chicago         | Illinois      | Rosemont Horizon                  |
| 24. svibnja 1990. | Chicago         | Illinois      | Rosemont Horizon                  |
| 27. svibnja 1990. | Toronto         | Ontario       | SkyDome                           |
| 28. svibnja 1990. | Toronto         | Ontario       | SkyDome                           |
| 29. svibnja 1990. | Toronto         | Ontario       | SkyDome                           |
| 31. svibnja 1990. | Auburn Hills    | Michigan      | The Palace of Auburn Hills        |
| 1. lipnja 1990.   | Auburn Hills    | Michigan      | The Palace of Auburn Hills        |
| 4. lipnja 1990.   | Worcester       | Massachusetts | The Centrum                       |
| 5. lipnja 1990.   | Worcester       | Massachusetts | The Centrum                       |
| 8. lipnja 1990.   | Landover        | Maryland      | Capital Centre                    |
| 9. lipnja 1990.   | Landover        | Maryland      | Capital Centre                    |
| 11. lipnja 1990.  | New York        | New York      | Nassau Veterans Memorial Coliseum |
| 12. lipnja 1990.  | New York        | New York      | Nassau Veterans Memorial Coliseum |
| 13. lipnja 1990.  | New York        | New York      | Nassau Veterans Memorial Coliseum |
| 16. lipnja 1990.  | Philadelphia    | Pennsylvania  | Wachovia Spectrum                 |
| 17. lipnja 1990.  | Philadelphia    | Pennsylvania  | Wachovia Spectrum                 |
| 20. lipnja 1990.  | East Rutherford | New Jersey    | Meadowlands Arena                 |
| 21. lipnja 1990.  | East Rutherford | New Jersey    | Meadowlands Arena                 |
| 24. lipnja 1990.  | East Rutherford | New Jersey    | Meadowlands Arena                 |
| 25. lipnja 1990.  | East Rutherford | New Jersey    | Meadowlands Arena                 |
| Europa            |                 |               |                                   |
| 30. lipnja 1990.  | Gothenburg      | Švedska       | Eriksberg                         |
| 3. srpnja 1990.   | Pariz           | Francuska     | Palais Omnisports de Paris-Bercy  |
| 4. srpnja 1990.   | Pariz           | Francuska     | Palais Omnisports de Paris-Bercy  |
| 6. srpnja 1990.   | Pariz           | Francuska     | Palais Omnisports de Paris-Bercy  |
| 10. srpnja 1990.  | Rim             | Italija       | Stadio Flaminio                   |
| 13. srpnja 1990.  | Torino          | Italija       | Stadio delle Alpi                 |
| 15. srpnja 1990.  | München         | Njemačka      | Olympia-Reitstadion               |
| 17. srpnja 1990.  | Dortmund        | Njemačka      | Westfalenhalle                    |
| 20. srpnja 1990.  | London          | UK            | Wembley Stadium                   |
| 21. srpnja 1990.  | London          | UK            | Wembley Stadium                   |
| 22. srpnja 1990.  | London          | UK            | Wembley Stadium                   |
| 24. srpnja 1990.  | Rotterdam       | Nizozemska    | Feijenoord Stadion                |
| 27. srpnja 1990.  | Madrid          | Španjolska    | Vicente Calderón Stadium          |
| 29. srpnja 1990.  | Vigo            | Španjolska    | Estadio Balaídos                  |
| 1. kolovoza 1990. | Barcelona       | Španjolska    | Estadi Olímpic Lluís Companys     |
| 5. kolovoza 1990. | Nica            | Francuska     | Stade Charles-Ehrmann             |

Otkazani koncerti:
- 25. svibnja: Rosemont Horizon, Chicago  - zbog problema s grlom
- 6. lipnja: The Centrum, Worcester  - zbog problema s grlom
- 15. lipnja: The Spectrum, Philadelphia  - zbog problema s grlom
- 22. lipnja: Meadowlands Arena, East Rutherford  - zbog problema s grlom
- 1. srpnja: Olympic Stadium, Berlin – zbog slabe prodaje karata
- 11. srpnja: Stadio Flaminio, Rim – zbog slabe prodaje karata
- 15. srpnja: Mungersdorfer Stadium, Koln – premješten u Dortmund zbog slabe prodaje karata
- 28. srpnja: Estadio Vicente Calderon, Madrid – premješten u Vigo

Odgođeni koncerti:
- 19. lipnja: Meadowlands Arena, East Rutherford – premješten na 25. lipnja
- 17. srpnja: Olympia-Reitstadion, Munich – premješten na 15. srpnja